# Estrada europeia 30

A E30 ou Estrada europeia 30 é uma estrada europeia que começa em Cork na Irlanda, passa pela Grã-Bretanha, Holanda, Alemanha, Polónia, Bielorrússia, e termina em Omsk na Rússia.

Tem uma extensão de 6 050 km, dos quais 5 030 km na Europa e 1 020 km na Ásia.

## Itinerário
- Cork – Waterford – Wexford – Rosslare
- Fishguard – Swansea – Cardiff - Newport – Bristol – Londres – Colchester – Ipswich – Felixstowe
- Hoek van Holland – Haia – Gouda – Utrecht – Amersfoort – Oldenzaal
- Osnabrück – Bad Oeynhausen – Hanover – Braunschweig – Magdeburgo – Berlim
- Świebodzin – Poznań – Varsóvia
- Brest – Minsk – Orsa
- Smolensk – Moscovo – Ryazan – Penza – Samara – Ufa – Chelyabinsk – Kurgan – Ishim – Omsk